# Norbert Dickel
Norbert Dickel (Berghausen, 27 novembre 1961) è un ex calciatore tedesco, di ruolo attaccante.

## Controversie
In occasione dell’amichevole tra Borussia Dortmund ed Udinese del 27 luglio 2019 con il collega Patrick Owomoyela si è più volte scagliato contro i giocatori della squadra italiana, chiamandoli itaker (italianacci), storpiandone il nome e continuando la telecronaca per cui erano stati ingaggiati usando il timbro di voce di Adolf Hitler, provocando l'ira dei tifosi della squadra tedesca.

## Palmarès

### Club

#### Competizioni nazionali
- Coppa di Germania: 1

Borussia Dortmund: 1988-1989
- Supercoppa di Germania: 1

Borussia Dortmund: 1989